# Дровосек-титан
Дровосек-титан (лат. Titanus giganteus) — вид жуков из семейства усачей (Cerambycidae), выделяемый в монотипный род Titanus. Считается одним из самых крупных жуков на Земле и является одним из наиболее крупных современных насекомых.

## Описание

### Морфология

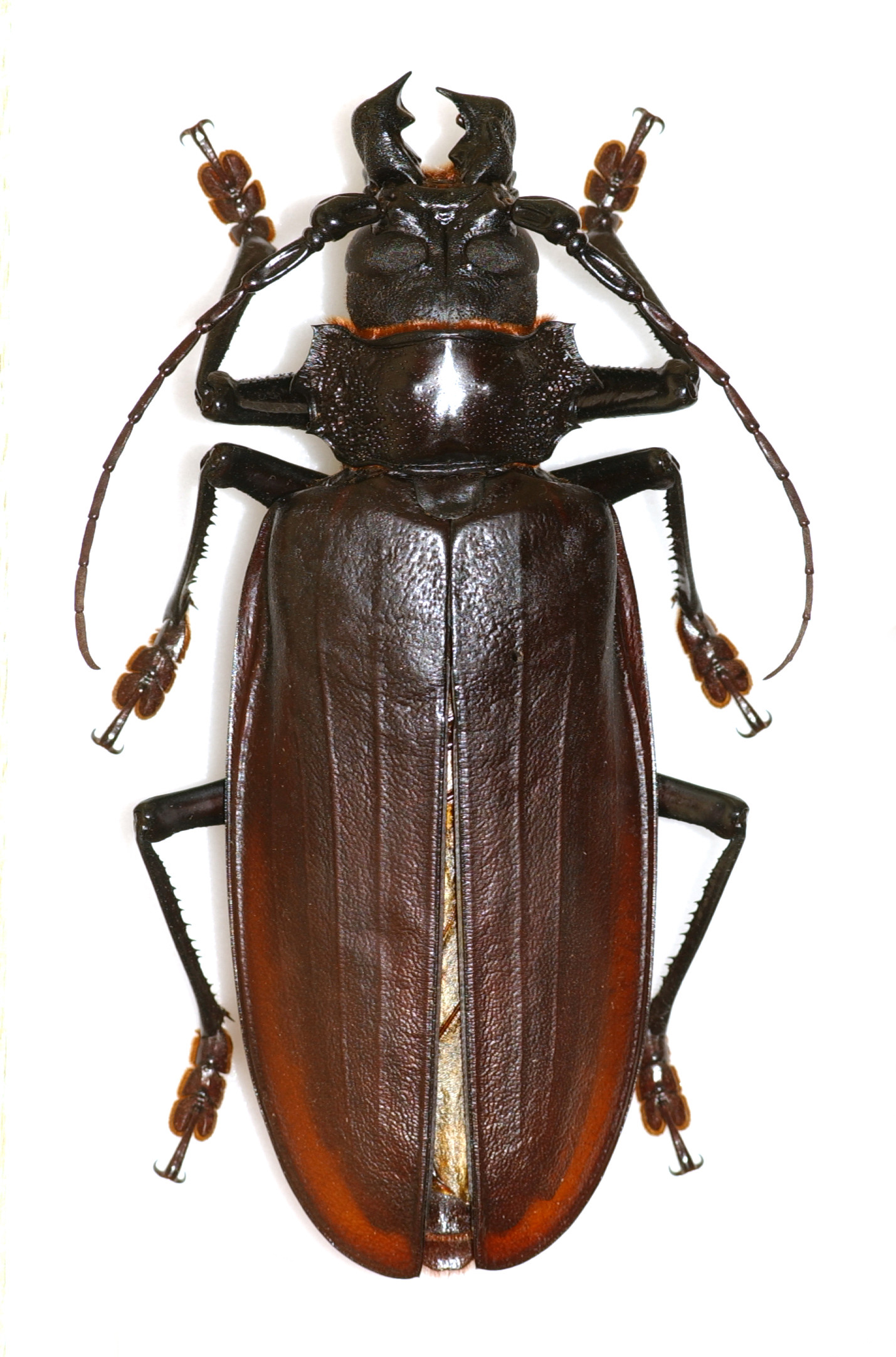

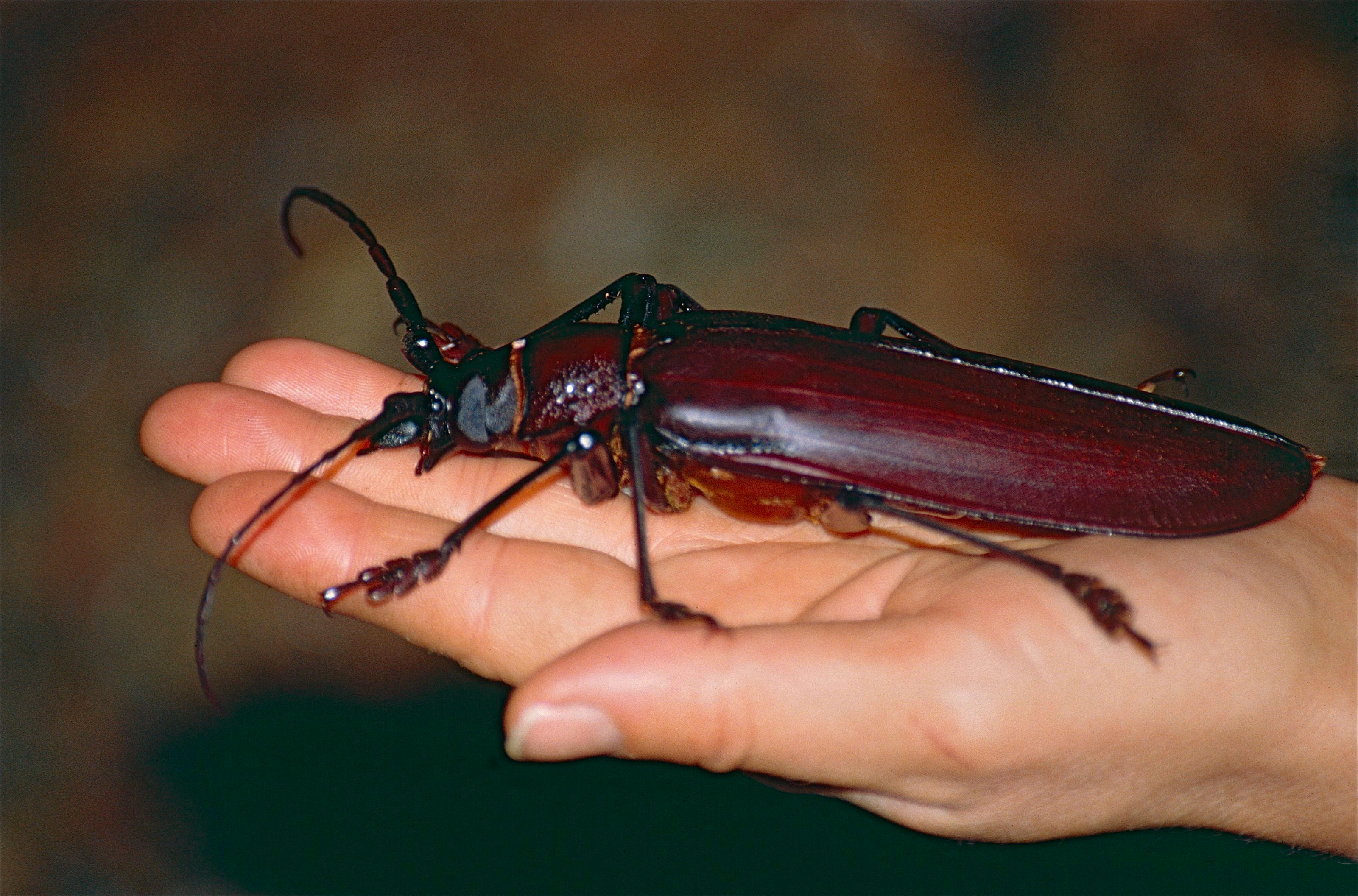
Дровосек-титан на ладони

Крупнейший среди известных науке жуков. Тело плоское, широкое, уплощённое. В большинстве источников длина взрослой особи указывается в пределах от 79 до 168 мм. В других источниках максимальная длина приводится различная — от 170 до 210 и даже до 220 мм. Средняя длина большинства особей составляет 130 мм, гораздо реже встречаются особи длиной до 150 мм. Бо́льших размеров достигают лишь единичные экземпляры. Стоимость засушенных экземпляров максимально возможного размера для энтомологических коллекций может достигать 680—1000 долларов США и более.
Сухой вес жука составляет 22—26 граммов. Самки крупнее и шире самцов. Окраска обоих полов смоляно-бурая или буро-коричневая.
Тело расширенное и в незначительной мере сплющенное в дорсо-вентральном направлении. В боковой проекции имеет форму линзы.  Голова направлена прямо вперёд. Переднеспинка характеризуется наличием трех заостренных шипов с каждой стороны. Глаза выемчатые. Усики прикрепляются перед глазами, достигают половины длины тела. У самцов они большей частью, более длинные, чем у самок. Передние тазики сильно поперечные.
Продолжительность жизни имаго — 3—5 недель, в течение которых жуки не питаются и живут за счет жировых запасов, накопленных на стадии личинки.

### Биология
Ведет ночной образ жизни, что характерно для большинства близкородственных видов. В сумерках активность жуков возрастает, они выползают из дневных укрытий (лесная подстилка, дупла, гнилые пни) поднимаются на возвышения и взлетают. Самцы очень чувствительны к свету, поэтому в световые ловушки энтомологов самки попадают крайне редко[неоднозначно].

## Ареал
Дровосек-титан распространен по всей Амазонии — от Перу, Эквадора, Колумбии, Суринама и Гайаны до Боливии и средней части Бразилии.

## Личинка
Морфология личинок остается неизвестной, так как их до сих пор не обнаружили. При сравнении размеров имаго и личинок близкородственных видов можно предположить, что размеры личинки дровосека-титана должны составлять 240—360 мм. Как и у других видов трибы Prionini, личинки дровосека-титана предположительно развиваются в корнях и прикорневой зоне высыхающих и мертвых деревьев. Окукливание, вероятно, происходит в почве.